# Lepidasthenia fauveli
Lepidasthenia fauveli är en ringmaskart som beskrevs av Rullier 1964. Lepidasthenia fauveli ingår i släktet Lepidasthenia och familjen Polynoidae. Inga underarter finns listade i Catalogue of Life.